# Щавель злаколистный
Щавель злаколистный (лат. Rumex graminifolius) — вид травянистых растений рода Щавель (Rumex) семейства Гречишные (Polygonaceae).

## Ботаническое описание

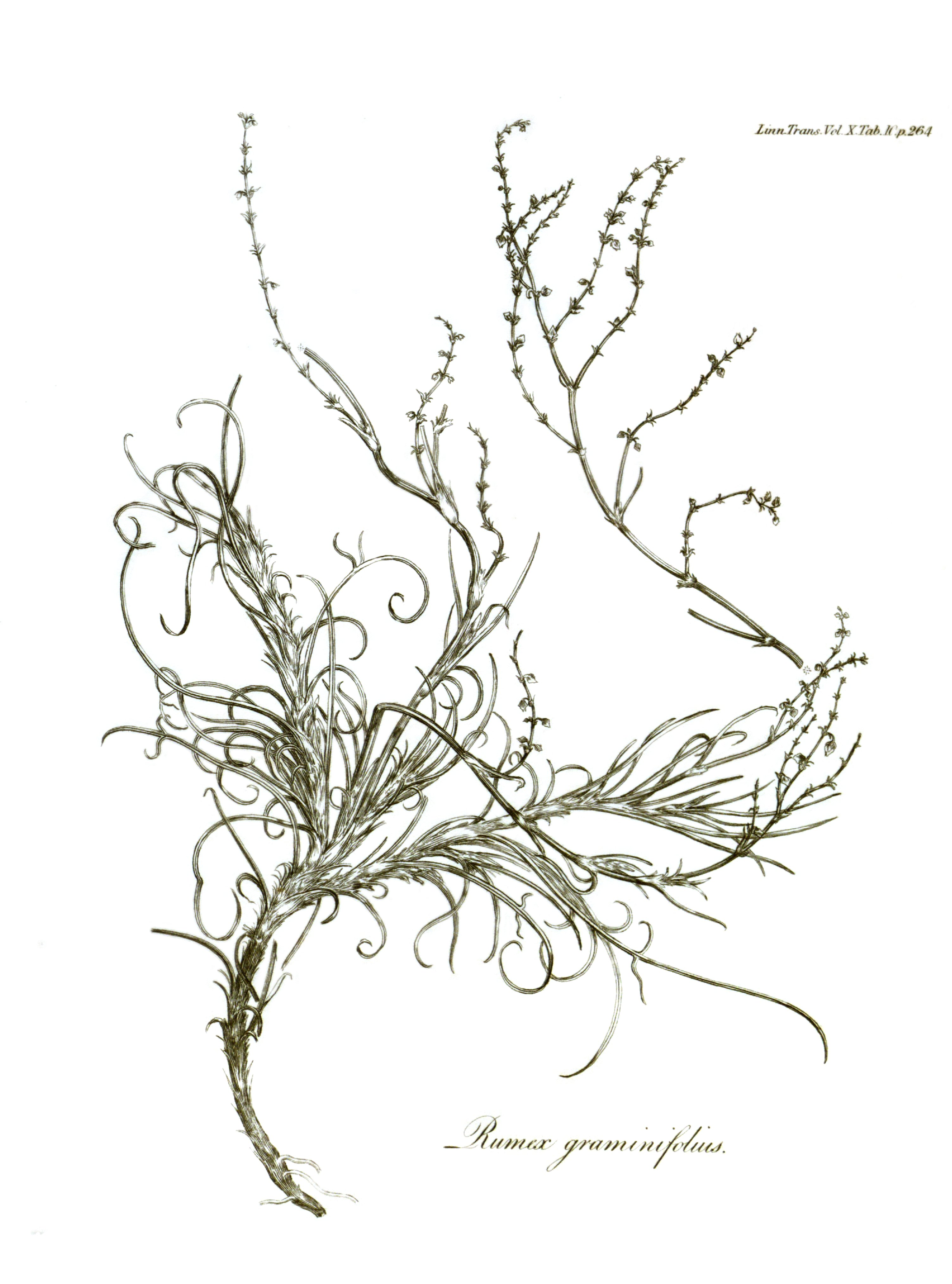

Многолетние травянистые растения. Корневище тонко-шнуровидное, на верхушке разветвлённое и несущее несколько скученных, прямых или искривлённых и отчасти раскинутых стеблей 7—20 см высотой, одетых над узлами крупными бело-плёнчатыми расщеплёнными раструбами. Листья очень узкие, нитевидно-линейные, 2—6 см длиной и 0,5—1,5 мм шириной, реже линейные или линейно-ланцетовидные 2—4 мм шириной, цельные, редко в нижней или средней части с 1—2 небольшими узкими боковыми дольками.
Цветочные мутовки немногоцветковые, подпёртые бело-плёнчатыми раструбами, собранные безлистными, в нижней части рыхлыми кистями, образующими неширокое метельчатое соцветие 3—10 см длиной. Цветоножки без заметного сочленения; цветки однополые, двудомные, околоцветник мужских цветков и тычинки обыкновенно грязновато-тёмно-пурпуровые; околоцветник же женских цветков и рыльца пестика иногда бывают и ярко-жёлтые. Внутренние доли у женского околоцветника округло-яйцевидные или почти округлые, перепончатые, все без желвачков; впоследствии они несколько разрастаются и превышают плод.

## Распространение и экология
Северные районы Евразии и Северной Америки. Свойственен полярно-арктической области, где растёт на приречных и приморских песках, дюнах.

## Значение и применение
По наблюдениям в Мурманской области и на Северном Урале поедается северным оленем (Rangifer tarandus), а на острове Колгуев не поедается.

## Синонимы
- Acetosella graminifolia (Georgi ex Lamb.) Á.Löve (1948)
- Rumex acetosella var. graminifolius (Georgi ex Lamb.) Schrenk (1854)
- Rumex angustissimus Ledeb. (1815)
- Rumex gramineus Pall. ex Ledeb. (1850), pro syn.